# Обігелі Олорунсола
Обігелі Олорунсола (англ. Obigeli Olorunsola; народилась 11 травня 1962) — нігерійська бадмінтоністка.
Учасниця Олімпійських ігор 1996 в одиночному і змішаному парному розрядах. В одиночному розряді у другому раунді поступилась Bang Su-Hyeon з Південної Кореї — 0:2. В змішаному парному розряді у першому раунді пара Кайоде Акінсанья/Обігелі Олорунсола поступилась парі Крістіан Якобсен/Лотте Ольсен з Данії — 0:2.
Переможниця Kenya International в парному розряді (1991), в змішаному парному розряді (1991). Переможниця Mauritius International в змішаному парному розряді (1991). Переможниця Nigeria International в одиночному розряді (1995), в парному розряді (1995), в змішаному парному розряді (1995).